# Underbelly Files - L'infiltrato
Underbelly Files - L'infiltrato (Underbelly Files: Infiltration) è un film tv del 2011 diretto da Grant Brown.
Fa parte della trilogia Underbelly Files che a sua volta fa riferimento alla fortunata serie tv di Nine Network Underbelly.
In Italia è stato trasmesso, come le altre puntate della serie, da Rai 4, il 23 settembre 2011.
Da notare l'errore, sia nel libro che nelle scritte in sovrimpressione del film dell'ortografia della parola 'ndrangheta: N'Drangheta

## Trama
Il film è ispirato al libro dell'agente Colin McLaren dello stato australiano del Vittoria, che racconta fatti realmente accaduti negli anni '90, quando fu infiltrato per 18 mesi in una cosca di 'ndrangheta a Griffith.
L'operazione portò all'arresto di 11 affiliati.
Mario Russo è ispirato al personaggio di Antonio Romeo, Rosario Torcasio a Rosario Trimboli e Carlo Ricci a Giovanni Sergi.

## Produzione

### Attori
- Roy Billing come Aussie Bob
- Buddy Dannoun come Rosario Torcasio
- Valentino del Toro come Antonio Russo
- Matthew Green come The Murder Victim
- Al Vila come Carlo Ricci
- Glenda Linscott come Sandra
- Sullivan Stapleton come Colin McLaren
- Henry Nixon come Leigh
- Alfredo Malabello come Vito
- Jessica Napier come Jude Gleeson / Narratrice
- Donna Matthews come Bubbles
- Richard Piper come Roger
- Emma de Clario come Maria Russo
- Fantine Banulski come Louise Russo
- Luke Christopoulos come Little Tony Russo
- Ange Arabatzis come Nico
- Brian Gore come affiliato di Melbourne
- Serge Vercion come Calabrian Farmer
- Mirko Grillini come Rocci Russo
- Stephen Lopez come Dominic Torcasio
- Tottie Goldsmith come Sara Herlihy
- Josh Price come Tiny
- Arthur Angel come Vinnie Messina
- Kassandra Clementi come Chelsea McLaren
- Meisha Lowe come Kim
- Natalie Pantou come Elise Messina
- Melissa Howard come amica di Chelsea
- Susan Davidson come Monica
- Rheanna Duff come Prostitute
- Madeleine Harding come Rachel
- Rai Fazio come Massimo Falzetta
- Steve Hayden come Geoffrey Bowen
- Alex Borg come Peter Wallis
- Kevin Stewart come Commissario di polizia
- Doug Bowles come Ziggy
- Adam Williams come S.E.R.T.
- Mark Goodrem come Clerk
- John Higginson come Defense Barrister
- Darran Scott come Magistrato